# بد رود (فيروزكوه)
بد رود (بالفارسية: بادرود) هي مستوطنة تقع في Shahrabad Rural District في إيران. يقدر عدد سكانها بـ 209 نسمة بحسب إحصاء 2016.